# Национальная медаль за заслуги в сфере гуманитарных наук США
Национальная медаль за заслуги в сфере гуманитарных наук США — американская награда, которая вручается ежегодно лицам, группам или учреждениям за заслуги «в понимании глубин гуманитарных наук, за взаимодействие с ними и помощь в их сохранении, предоставлении общественного доступа к их ресурсам».
До своего учреждения она была известна как премия Чарльза Френкеля в области гуманитарных наук, учреждённая в 1988 году. В 1997 премия была заменена на Национальную медаль за заслуги в сфере гуманитарных наук. Знак — бронзовая медаль на алой (шейной) ленте. Автор медали — Дэвид Маколей, лауреат премии Ч. Френкеля за 1995 год.
Медаль присуждается на торжественной церемонии Президентом США в первой половине каждого года, выбранным в соответствии с консультациями Национального фонда поддержки гуманитарных наук из списка выдвинутых на соискание здравствующих кандидатов и действующих организаций. Национальный фонд до принятия решения о признании вклада «за творческое и исполнительское искусство», по каждому из кандидатов интересуется мнением уже награждённых.

## Награжденные
- 2006 - Роберт Фэглз
- 2011 - Эндрю Дельбанко
- 2014 - Типпетт, Криста